# Banning
Banning – miasto w Stanach Zjednoczonych położone w północno-zachodniej części hrabstwa Riverside w Kalifornii. Liczba mieszkańców 23 562  (2008).

## Położenie
Banning znajduje się ok. 133 km na wschód od Los Angeles i ok. 55 km na wschód, od stolicy hrabstwa, miasta Riverside. Od zachodu graniczy z miastem Beaumont (Kalifornia).

## Historia
Przed przybyciem osadników w połowie XIX wieku na tych terenach zamieszkiwali Indianie Cahuilla. Rozwój osadnictwa nastąpił po wybudowaniu linii kolejowej. Nazwa miasta pochodzi od nazwiska Phineasa Banninga, XIX-wiecznego kalifornijskiego biznesmena. Prawa miejskie od 1913 roku.